# Rykonty
Rykonty (lit. Rykantai) – wieś na Litwie, położona w okręgu wileńskim w rejonie trockim, w gminie Landwarów, 7 km na północny zachód od Landwarowa i kilka kilometrów na zachód od Wilna, 412 mieszkańców (2001). Przez miejscowość przebiega autostrada Kowno-Wilno oraz przepływa rzeka Wilia.
Znajduje się tu kościół wybudowany jako kalwiński w XVI wieku, od ok. 1688 roku katolicki szkoła, poczta, przystanek kolejowy Rykonty.
Miejscowość wymieniana w Wojnie i pokoju Lwa Tołstoja, w czasie buntu Żeligowskiego jedna z rubieży obronnych Wojsk Litwy Środkowej.